# Владично (Лузький район)
Владично (рос. Владычно) — присілок у Лузькому районі Ленінградської області Російської Федерації.
Населення становить 16 осіб. Належить до муніципального утворення Володарське сільське поселення.

## Історія
Згідно із законом від 28 вересня 2004 року № 65-оз належить до муніципального утворення Володарське сільське поселення.

## Населення
| 1838 | 1862 | 1997 | 2007 | 2010 |
| ---- | ---- | ---- | ---- | ---- |
| 75   | ↘20  | ↘12  | ↘10  | ↗16  |